# Teatro Enrique Molina
El Teatro Enrique Molina fue un teatro de la ciudad de Concepción, Chile, perteneciente al antiguo Liceo Enrique Molina Garmendia, ubicado en la calle Víctor Lamas, entre Caupolicán y Aníbal Pinto, junto a la actual Biblioteca Municipal José Toribio Medina. Actualmente sólo queda su estructura principal, de estilo neoclásico.
Es considerado Patrimonio de la ciudad, y fue declarado Monumento Histórico por el Decreto 147 con fecha 30 de abril de 2009.
Su nombre se debe a Enrique Molina Garmendia, quien fue docente y rector del Liceo de Hombres de Concepción, que posteriormente asumió su nombre, además de cofundador y primer rector de la Universidad de Concepción. El terreno donde está emplazado pertenece actualmente a la municipalidad de Concepción.

## Historia

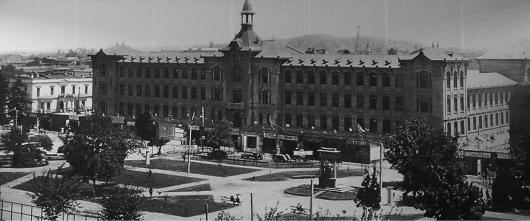
Antigua edificación del Liceo Enrique Molina Garmendia, de cara a lo que hoy es la calle Víctor Lamas y el Parque Ecuador.

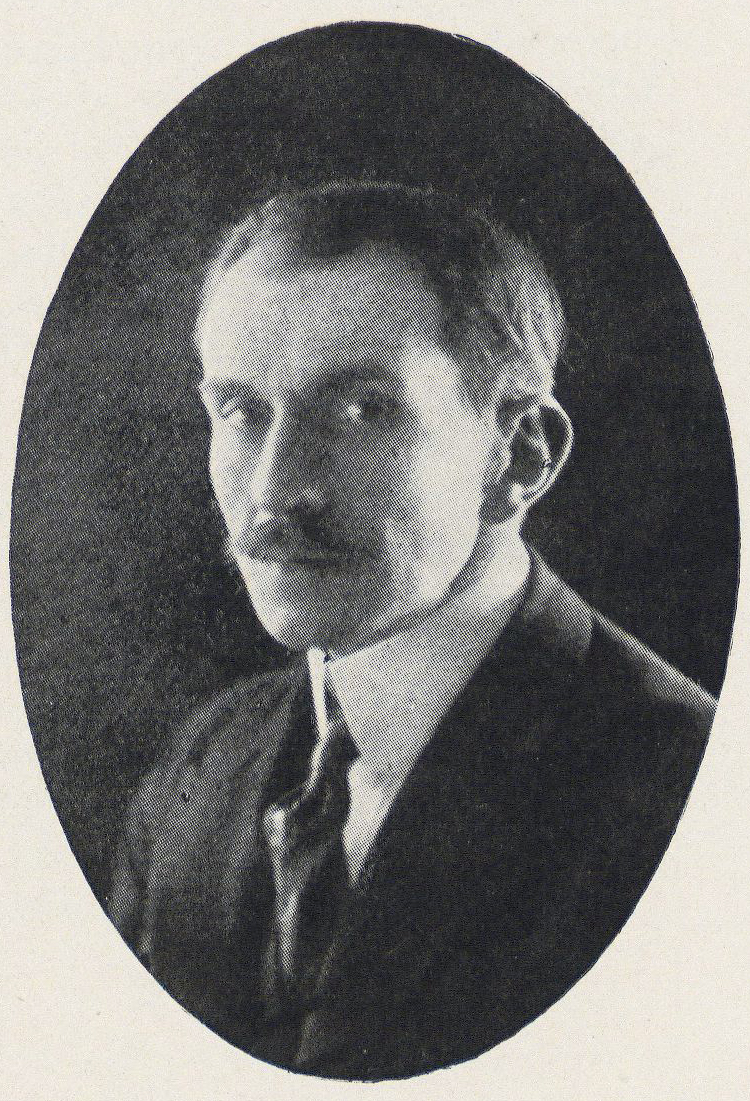
Enrique Molina Garmendia, rector del antiguo Liceo de Concepción y a quien se debe el nombre del teatro.

A comienzos del siglo XX, se diseñó un proyecto que buscaba la construcción de un teatro para el antiguo Liceo de Hombres de Concepción —actualmente llamado Liceo Enrique Molina Garmendia— de modo de mejorar su infraestructura y así poder convertir esta casa de estudios secundarios en la primera universidad del sur del país. Sin embargo, esta idea se vio truncada con la fundación en 1917 de la Universidad de Concepción, la cual fue emplazada en la actual Ciudad Universitaria de Concepción. A pesar de esto, tanto el teatro como el internado del Liceo, que también era parte del proyecto, igualmente se construyeron, en beneficio de los liceanos.
El teatro fue construido entre 1929 y 1935 como auditorio del Liceo, inaugurándose ese mismo año.
La obra fue construida por el arquitecto Onofre Montané Urrejola, quien diseñó además todo el centro educacional, reemplazando la obra de 1851 del arquitecto francés Pierre Dejean.[cita requerida]
El liceo fue gravemente dañado en el terremoto de 1960. El teatro quedó en desuso, desmantelándose su decoración y posteriormente siendo demolido, quedando hoy sólo parte de su escalera frontal, la estructura del teatro y dos gimnasios, los que aun permanecen, soportando con algunos daños, el posterior terremoto de 2010.

## La restauración
Desde la demolición del edificio, distintas agrupaciones ciudadanas, especialmente lideradas por exalumnos del Liceo, organizaron instancias para solicitar la restauración del teatro, mediante el uso de firmas, realización de eventos, y la divulgación a nivel local e incluso nacional acerca de su valor patrimonial. Desde la década de 1980 se ha planteado formalmente la posibilidad de recuperar el teatro. Entre 2004 y 2005 se aprobaron estudios estructurales para determinar la viabilidad del proyecto. En 2007 se realizó un concurso para presentar propuestas de restauración, el cual ganó en 2009 el anteproyecto del arquitecto Carlos Inostroza, siendo contratado para el proyecto. La figura arquitectónica fue aprobada por la Dirección de Arquitectura del Ministerio de Obras Públicas en 2011. Hasta 2013, el Concejo municipal aun debía definir si la restauración beneficiaría al público en general, o bien exclusivamente a los estudiantes. Durante todo el largo y lento proceso, se han agotado varios recursos monetarios que podría haber aprovechado el teatro, a pesar de lo cual se han abierto nuevos fondos por parte de la Subsecretaría de Desarrollo Regional y Administrativo de Chile (Subdere).

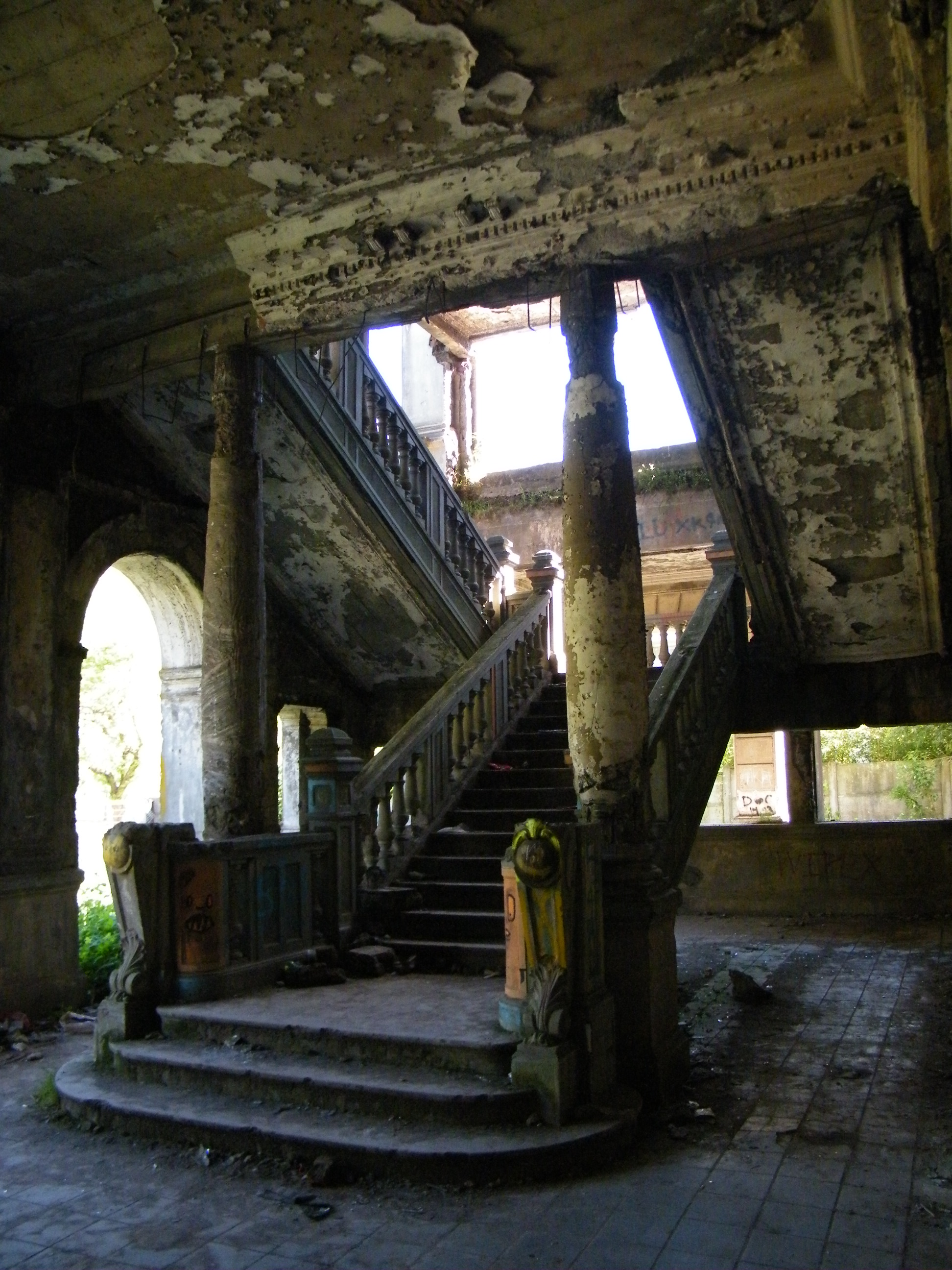
Vista general de las escaleras que llevan del primer al segundo nivel.
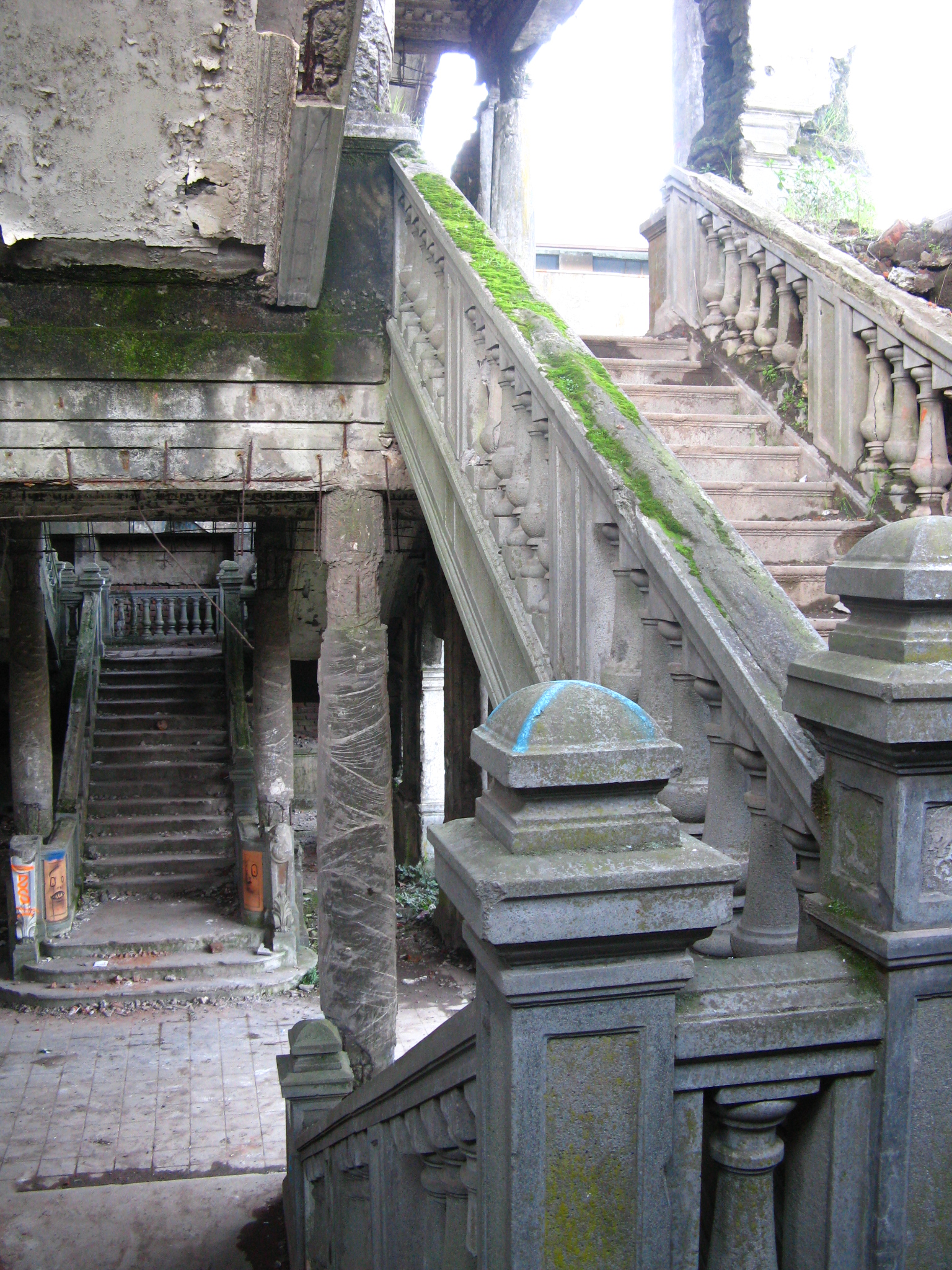
Vista de las escaleras desde el descanso.
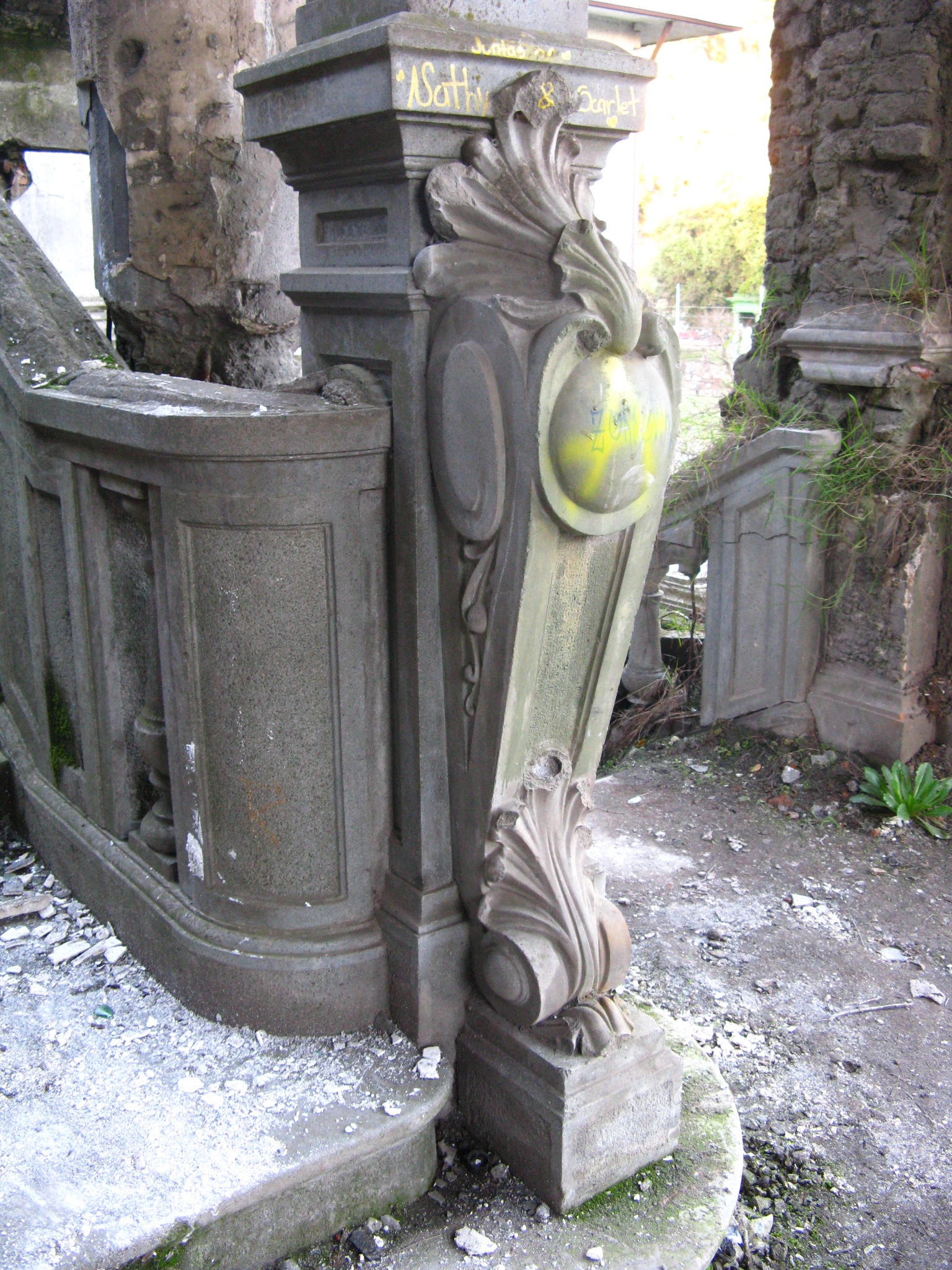
Detalle del pilar de arranque de la baranda, de influencia neoclásica.
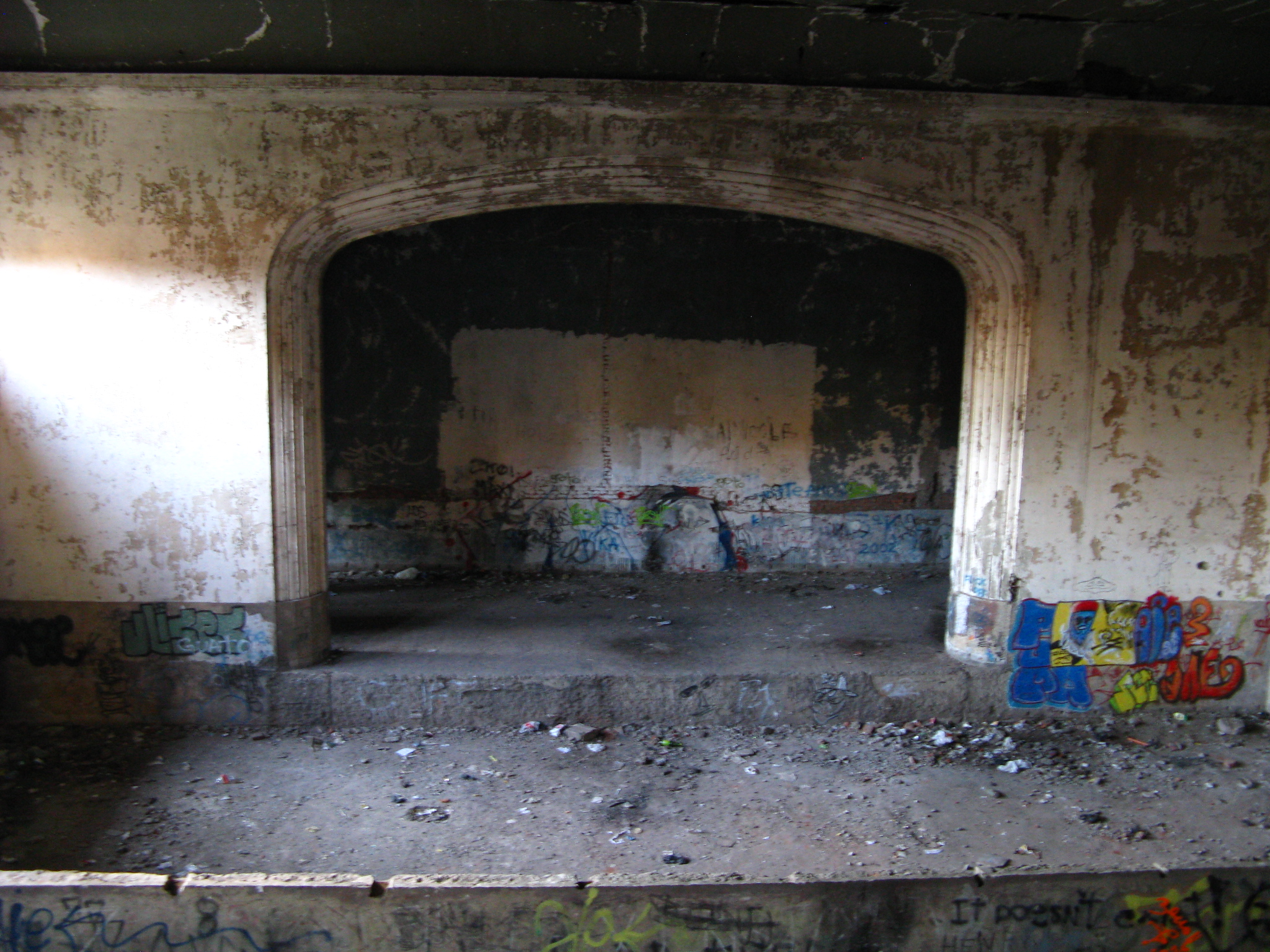
Escenario y platea, actualmente sin butacas. Vista desde el balcón.